# R.U.R.

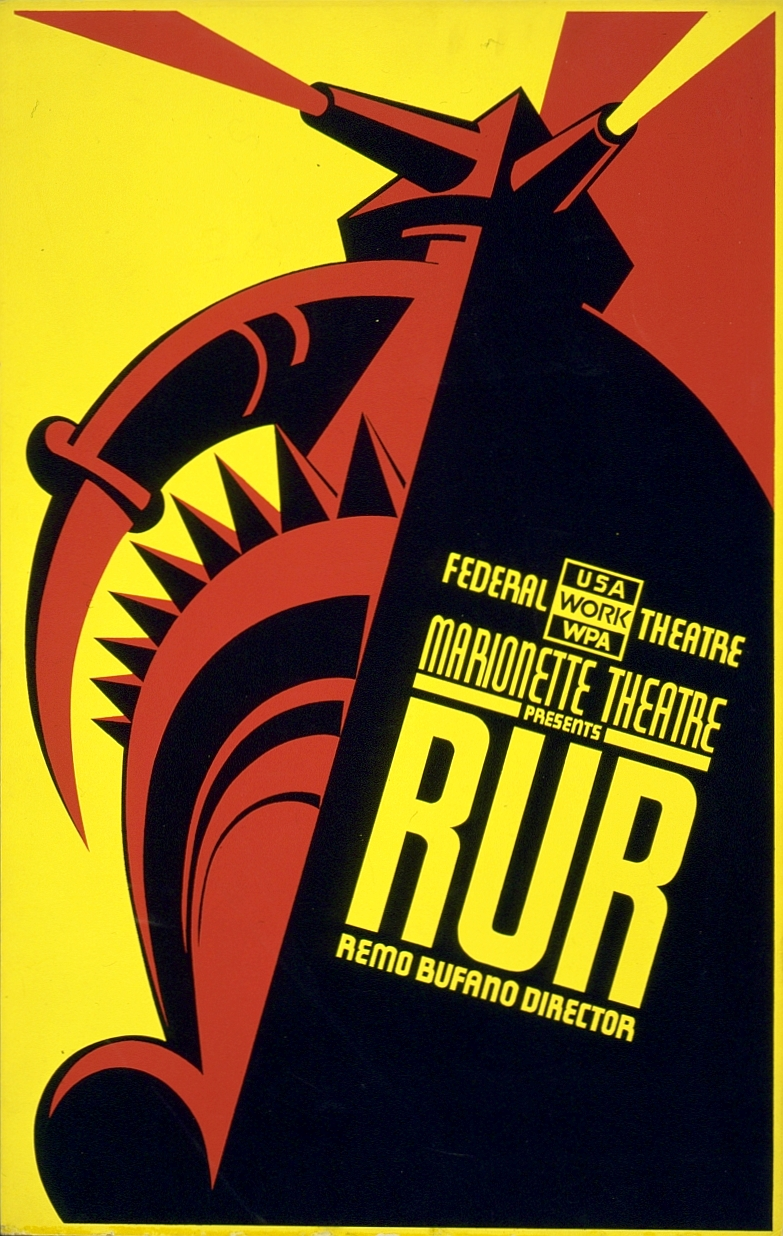
R.U.R. 상영 포스터

R.U.R.은 1920년에 체코의 작가 카렐 차페크가 쓴 SF 희곡이다. R.U.R.은 Rossumovi Univerzální Roboti (Rossum’s Universal Robots)의 약자이다. 그러나, 체코어 원본에 부제를 영문인 Rossum’s Universal Robots로 달아두었다. 1921년 1월 25일에 초연되었고, 영어와 SF세계에 '로봇'robot라는 단어를 처음으로 등장시켰다. 한국어로 로섬(로숨)의 만능 로봇이라고 불리기도 한다.
출판된 뒤에는 매우 빠르게 유명해져서 1923년에는 30개 나라 언어로 번역되었다.

## 줄거리
희곡은 '로보티'(roboti)라 불리는 인조인간을 생산하는 공장에서 시작된다. 이 인조인간들은 현재 쓰이는 '로봇'의 정의에 정확하게 부합하는 로봇은 아니다. 인간으로 착각될 수 있고 스스로 생각할 수 있다는 점에서, 현대의 감각으로 말하자면 사이보그나 안드로이드, 아니면 클론에 가깝다. 그들은 처음에는 인간을 위해 일하는 것을 행복해 하는 듯 했지만 변해버리고, 이 적대적인 로봇들의 반란은 인간의 멸종으로 이어진다. 차페크는 나중에 인간이 아닌 존재가 인간사회의 하수인 집단이 된다는 내용의 도롱뇽과의 전쟁(Válka s mloky)을 발표함으로써 같은 주제에 대해 다른 관점에서 접근을 시도한다.
R.U.R.은 어둡지만 희망이 없지는 않는 작품이며, 당시 유럽과 미국에서 모두 성공을 거두었다.

## 같이 보기
- AI에 의한 탈취